# 大阪府道110号余野茨木線
大阪府道110号余野茨木線（おおさかふどう110ごう よのいばらきせん）は、大阪府豊能郡豊能町から茨木市に至る一般府道である。

## 概要
豊能郡豊能町余野から茨木市上郡2丁目に至る。大坂から丹波地方に通じていた、旧街道の亀岡街道の一部だった。
茨木市内の区間は、土休日の10時 - 17時は二輪車が通行禁止となっている。

### 路線データ
- 起点：大阪府豊能郡豊能町余野（木代口交差点、国道423号交点）
- 終点：大阪府茨木市上郡2丁目（中河原交差点、国道171号交点）

## 歴史
- 1993年（平成5年）5月11日 - 建設省から、府道余野茨木線の一部を茨木摂津線として主要地方道に指定される[1]。

## 路線状況
2004年（平成16年）9月末日に茨木市泉原地内（千提寺口の箕面学園グランドから200 mほどのところ）で平成16年台風第21号の影響により道路陥没事故が発生した。これにより、阪急バス豊能営業所前バス停から千提寺口バス停までの間が通行止となったため、豊能郡豊能町から千里中央・茨木方面への交通手段は寸断され、大阪府道109号余野車作線茨木方面や大阪府道4号茨木能勢線高山方面、国道423号池田方面への迂回を余儀なくされた。同年11月1日午前6時に片側通行規制ながらも通行止が解除され、それから半年後に完全復旧した。もともと該当場所は狭隘区間であったため、道路拡張も計画されていたが、崩落下にある地主が「今回の崩落事故に自分は関係無い」と土地を譲らなかったため、現在も狭隘区間（センターラインが引かれているもののほぼ1車線と同じ道幅）になっている。
2014年（平成26年）2月26日、豊能郡豊能町木代で府の指導や警告などを無視して廃土を積み上げていた業者の廃土置き場で大規模な土砂崩れが発生し、本線は広範囲に埋没して数ヶ月間通行止めになった。今は復旧しているが、この影響で異常気象時は片側交互通行などの交通規制が行われる。

### 重複区間
- 大阪府道・京都府道43号豊中亀岡線（茨木市大字泉原）
- 大阪府道1号茨木摂津線（茨木市大字佐保）

### 道路施設

#### 橋梁
- 照典橋（木代川、豊能郡豊能町）
- 下泉原橋（泉原川、茨木市）
- 福井新橋（佐保川、茨木市）
- 中河原橋（勝尾寺川、茨木市）

## 地理

### 通過する自治体
- 大阪府
  - 豊能郡豊能町 - 茨木市

### 交差する道路
| 交差する道路                                  | 市町村名 | 市町村名 | 交差する場所 | 交差する場所        |
| --------------------------------------------- | -------- | -------- | ------------ | ------------------- |
| 国道423号                                     | 豊能郡   | 豊能町   | 余野         | 木代口交差点 / 起点 |
| 大阪府道・京都府道43号豊中亀岡線 重複区間起点 | 茨木市   | 茨木市   | 大字泉原     |                     |
| 大阪府道・京都府道43号豊中亀岡線 重複区間終点 | 茨木市   | 茨木市   | 大字泉原     |                     |
| 大阪府道1号茨木摂津線 重複区間起点            | 茨木市   | 茨木市   | 大字佐保     |                     |
| 大阪府道1号茨木摂津線 重複区間終点            | 茨木市   | 茨木市   | 大字佐保     |                     |
| 大阪府道114号忍頂寺福井線                     | 茨木市   | 茨木市   | 東福井3丁目  | 東福井3丁目交差点   |
| 国道171号                                     | 茨木市   | 茨木市   | 上郡2丁目    | 中河原交差点 / 終点 |

### 沿線
- 豊能町役場
- 北大阪ネオポリス
- 関西カートランド - 2006年（平成18年）12月閉鎖
- 豊能町立東能勢中学校
- 豊能町立東能勢小学校
- 茨木市役所 北辰出張所
- 大阪府立茨木支援学校
- 茨木市立福井小学校
- 大阪府立福井高等学校
- 阪急バス茨木営業所
- アル・プラザ茨木